# 프톨레마이오스 첸누스
프톨레마이오스 첸누스(Ptolemaeus Chennus 또는 Chennos, Koinē Greek으로 "메추라기"라는 뜻)는 트라야누스와 하드리아누스 시대, 알렉산드리아의 문법학자였다.

## 업적
수다에 따르면, 그는 24권의 책(다 분실됨)과, 스핑크스(Sphinx), 서사시 안토메로스(Anthomeros), 기묘한 역사(Strange History)의 저자였다. 마지막은 아마도 포티오스가 프톨레마이오스 헤파이스티온(Ptolemy Hephaestion)에게 돌린 여섯 권의 책에 있는 New History와 동일한 것이다. 그 중 포티오스의 Biblioteca(cod.190)에 그 요약 개요가 보존되어 있다. 그것은 "역사에 대한 박식함을 시도하는 사람들에게 정말 유용한 작업"이다. 그것은 작가의 부인인 Tertulla에게 헌정되었으며 신화 및 역사적 시대에 속하는 모든 종류의 전설과 우화의 메들리를 포함하고 있다. 이를 Ptolemy-el-Garib과 동일시 하는 의견이 제안되었지만 더 이상 동의하지 않는다.